# Mitsuo Matsunaga
Mitsuo Matsunaga (født 8. februar 1939, død 2009) var en japansk judoka og verdensmester. Ved sit første VM i 1965 fik han sølv i vægtklassen +80 kg, da han blev slået i finalen af hollandske Anton Geesink.
Ved VM i judo 1967 i Salt Lake City vandt han guld i den åbne vægtklasse over vesttyskeren Klaus Glahn. Ved VM i judo 1969 fik han bronze.. Han har desuden vundet to guldmedaljer og to bronzemedaljer ved de japanske mesterskaber.

## Eksterne henvisininger
- Mitsuo Matsunaga hos JudoInside.com (engelsk)